# 下増田駅
下増田駅（しもますだえき）は、群馬県前橋市下増田町にあった日本国有鉄道両毛線の駅（廃駅）である。
廃駅となったが伊勢崎オートレース場や、ザスパクサツ群馬の使用する前橋フットボールセンターなどが近隣にあるため、復活を望む声も出ている。

## 歴史
- 1951年（昭和26年）9月1日：勢多郡木瀬村大字下増田に開業[4]。
- 1968年（昭和43年）10月1日：休止[1]。
- 1987年（昭和62年）4月1日：廃止[1]。

## 駅構造
単式ホーム1面1線の地上駅。大胡街道第2踏切付近にあった。

## 駅周辺
- 今宮八幡宮
- 桃ノ木川
- 荒砥川

## 現状
跡地にはほぼ何も無く、小さな杭が打ってあるのみとなっている。

## 隣の駅
日本国有鉄道
両毛線
駒形駅 - 下増田駅 - 伊勢崎駅